# کووالوسکایا ۱۸۵۹
سیارک ۱۸۵۹ (به انگلیسی: 1859 Kovalevskaya، نامگذاری:1972RS2) هزار و هشتصد و پنجاه و نهمین سیارک کشف شده‌است که در ۴ سپتامبر ۱۹۷۲ کشف شد.
قدر مطلق سیارک برابر ۱۰٫۲۰ است.